# Murrayfield (stadion)

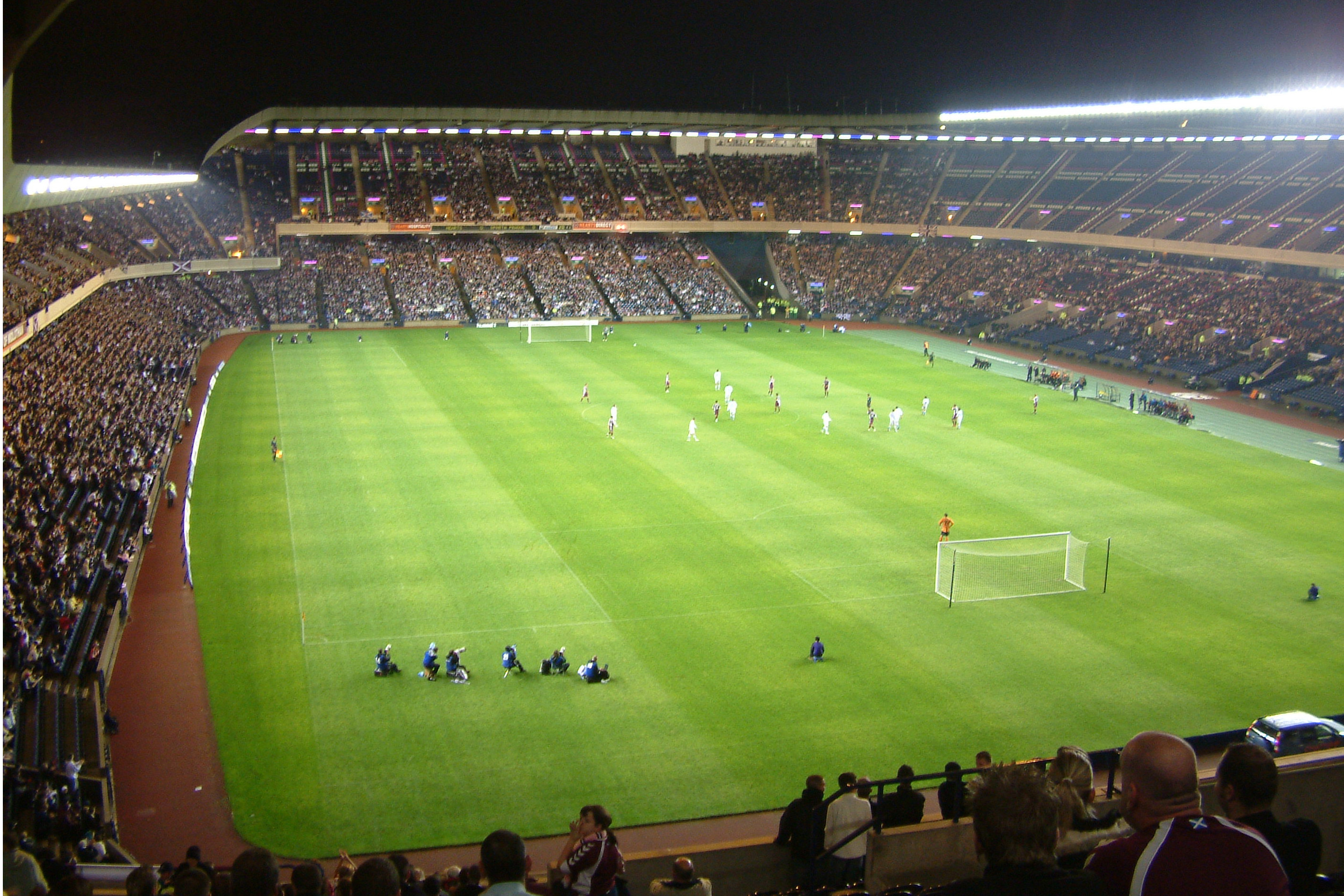
Vnitřek stadionu při zápase Poháru UEFA, mezi celky Heart of Midlothian FC a Sparta Praha, v roce 2006

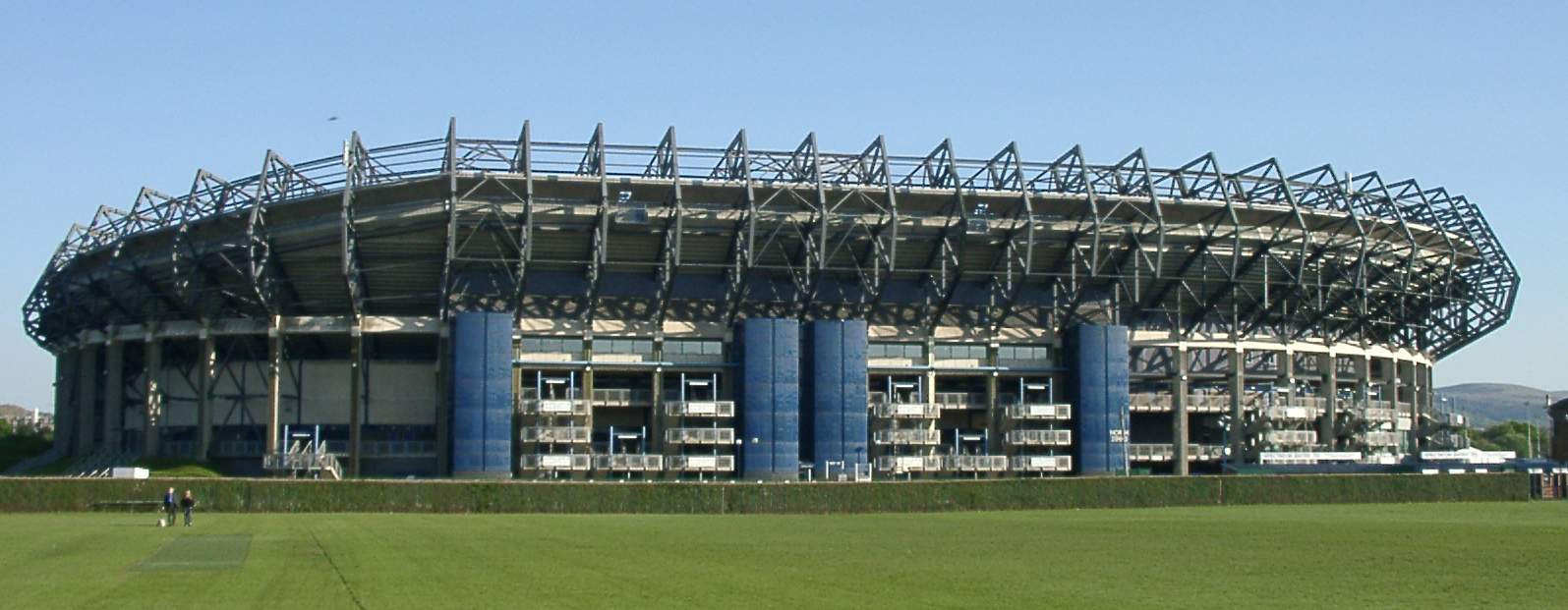
Stadion zvenku

Murrayfield je jméno stadionu ležícího ve stejnojmenné části města Edinburgh, ve Skotsku. Stadion je domovem pro skotský národní ragbyový tým, ale kromě ragby se na něm pořádá mnoho jiných sportovních akcí. Toto sportovní zařízení pojme 67 800 diváků.